# ATVS
ATVS est une société d'ingénierie créée en 2006 dépendante de l'université autonome de Madrid, en Espagne et spécialisée dans la biométrie.
Elle est internationalement reconnue pour avoir créé en juillet 2012 une technologie capable d’imiter l’iris de l’œil humain altérant ainsi un système de sécurité réputé inviolable (le système par empreinte digitale ne reconnaît que 20  à   40 points, l’iris peut pour sa part en reconnaître 240).